# Fortimesus profundicolus
Fortimesus profundicolus är en kräftdjursart som först beskrevs av Yakov Avadievich Birstein 1971.  Fortimesus profundicolus ingår i släktet Fortimesus och familjen Ischnomesidae. Inga underarter finns listade i Catalogue of Life.